# Olympique Noisy-le-Sec
Olympique Noisy-le-Sec, właśc. Olympique Noisy-le-Sec Banlieue 93 – francuski klub piłkarski z siedzibą w Noisy-le-Sec.

## Historia
Klub został założony w 1943. W swojej historii występował przez 10 sezonów na poziomie trzeciej ligi, po raz ostatni w edycji 2001/2002.

### Historia występów w trzeciej lidze
| Sezon   | Liga       | Grupa | Miejsce      |
| ------- | ---------- | ----- | ------------ |
| 1992/93 | Division 3 | Est   |              |
| 1993/94 | National 1 | A     | 10.          |
| 1994/95 | National 1 | A     | 14.          |
| 1995/96 | National 1 | A     | 16.          |
| 1996/97 | National 1 | B     | 6.           |
| 1997/98 | National   | –     | 12.          |
| 1998/99 | National   | –     | 6.           |
| 1999/00 | National   | –     | 13.          |
| 2000/01 | National   | –     | 14.          |
| 2001/02 | National   | –     | 19. (spadek) |

## Reprezentanci kraju grający w klubie
Stan na grudzień 2023
|  | - Nassim Akrour - Samir Amirèche - Mohamed Chalali - Rachid Djebaïli - Adlène Guedioura - Slimane Raho - Moussa Saïb - Liazid Sandjak - Eugène Kangulungu - Wilfred Moke - Mickaël Germain |  | - Fousseni Bamba - Ousmane Sidibé - Mohammed Sylla - Carnejy Antoine - Steven Séance - Moké Kajima - Samba Diakité - Bakaye Dibassy - Habib Sissoko - Aatif Chahechouhe - Johan Souraya |  | - Moise Kandé - Mohamed Soumaïla - Sébastien Celina - Pape Seydou Diop - Cheick N’Diaye - Pape Sarr - Natipong Sritong-In - Guillaume Brenner - Didier Paass - Dagui Bakari |